# Маріка пурпуровосмуга
Ма́ріка пурпуровосмуга (Cinnyris bifasciatus) — вид горобцеподібних птахів родини нектаркових (Nectariniidae). Мешкає в Африці на південь від Сахари (переважно на південь від екватора).

## Підвиди
Виділяють два підвиди:
- C. b. bifasciatus (Shaw, 1812) — від південного заходу ЦАР і Габону до західної Анголи;
- C. b. microrhynchus Shelley, 1876 — від південних районів ДР Конго, південної Уганди і центральної Кенії до північно-східної Анголи і сходу ПАР.

Кенійська маріка раніше вважалася підвидом пурпуровосмугої маріки.

## Поширення і екологія
Пурпуровосмугі маріки мешкають в саванах, чагарникових заростях, на луках, пасовищах, полях, плантаціях і в садах.